# Manécanterie
Pour les articles homonymes, voir Manécanterie (homonymie).
 (mars 2010).
Si vous disposez d'ouvrages ou d'articles de référence ou si vous connaissez des sites web de qualité traitant du thème abordé ici, merci de compléter l'article en donnant les références utiles à sa vérifiabilité et en les liant à la section « Notes et références ».

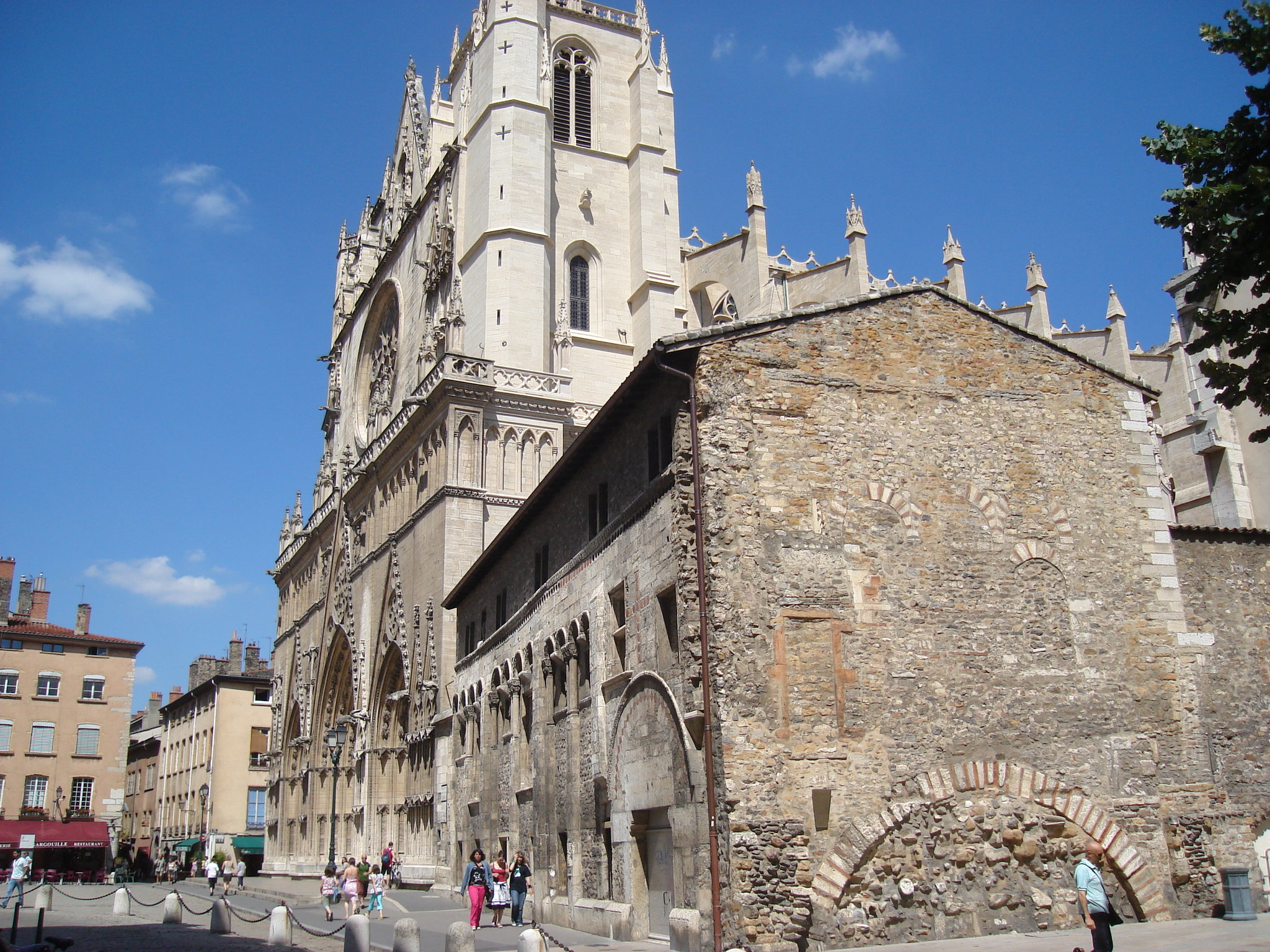
La cathédrale Saint-Jean de Lyon et les anciens locaux de sa maîtrise.

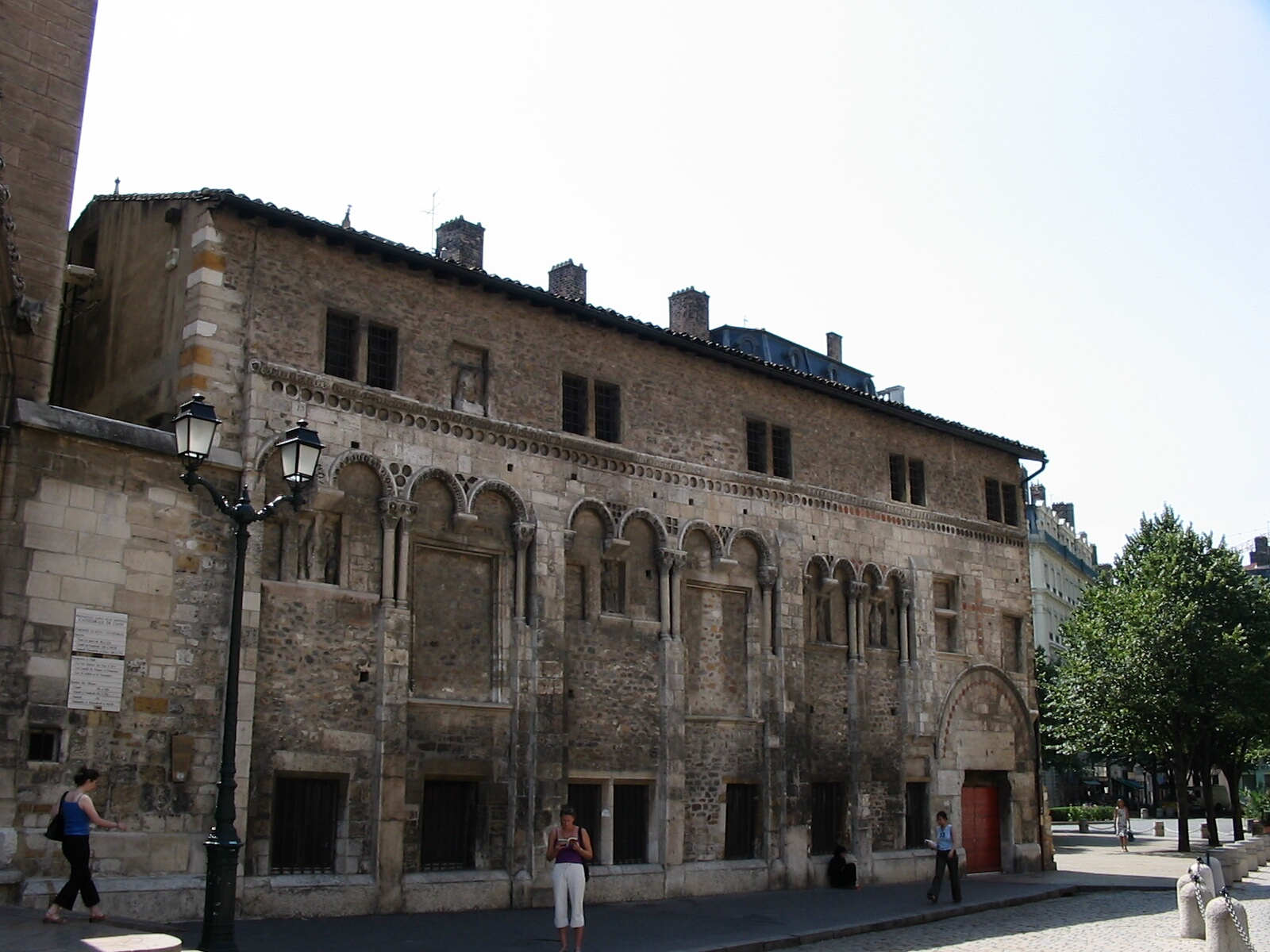
Vue sous un autre angle (de face), la manécanterie (qui abrite aujourd'hui une chapelle et le trésor) de la cathédrale Saint-Jean de Lyon.

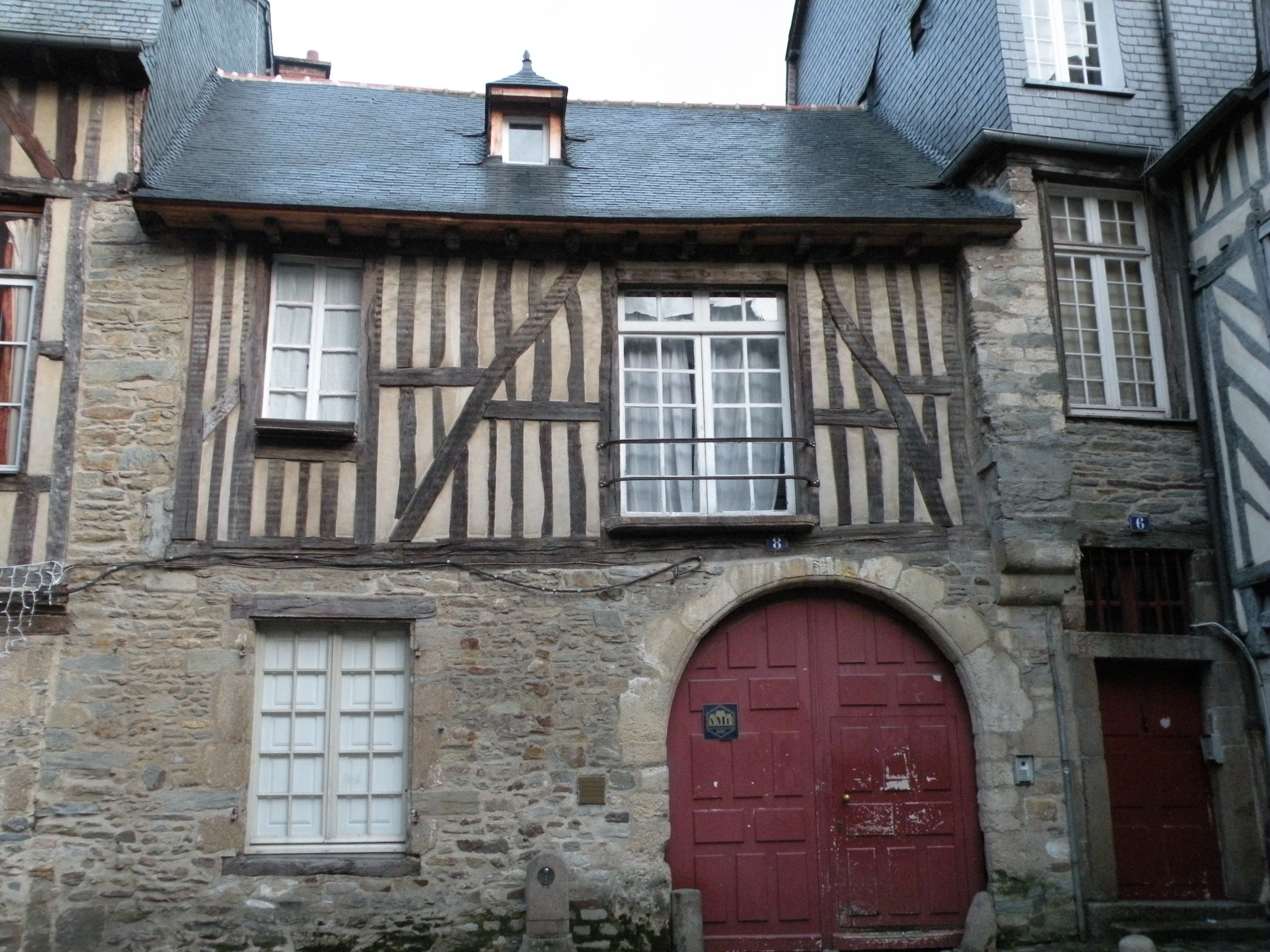
L'ancienne maîtrise, ou psallette, près de la cathédrale Saint-Pierre de Rennes.

Une manécanterie désigne, à partir de la fin du XIXe siècle, un type particulier de chœur d'enfants d'abord composé de garçons, rattaché à une cathédrale ou à une paroisse importante. Le chœur est géré par le clergé.

## Histoire
Étymologiquement, le mot « manécanterie » (apparu en 1836 selon le dictionnaire Le Robert ) vient du latin mane cantare, qui signifie « chanter le matin ».
Avant la Révolution de 1789, le mot n'existe pas, mais les chœurs d'enfants existent bel et bien, au sein desquels les futurs chanteurs professionnels du royaume sont formés, pendant une douzaine d'années, au chant et plus généralement à la musique. Ces maîtrises sont alors des écoles où les jeunes garçons reçoivent un enseignement de haut niveau dans le domaine musical, et bien entendu dans le domaine religieux, puisqu'il s'agit avant tout de chanter aux offices, avec le chœur d'adultes professionnels de l'église dont ils dépendent. Ces chanteurs adultes, de même que les enfants, sont attachés à chaque cathédrale et à presque chaque collégiale, en France et en Europe, et rémunérés par elles. Cela permet aux élèves sortants de faire carrière dans la musique, et donc, pour un grand nombre d'entre eux, d'occuper des postes importants ou de premier plan dans le monde musical.
En France, avant la Révolution, lorsqu'on était musicien, on devenait assez fréquemment homme d'Église (par comparaison, et toutes proportions gardées, lorsqu'on joue, de nos jours, dans la musique de la gendarmerie, on entre dans cette arme, sans y faire autre chose que de la musique). Une proportion importante des choristes adultes restaient simples clercs tonsurés. Les autres pouvaient devenir chanoines ou prêtres. C'était assez souvent le cas du maître de musique et de certains des principaux choristes. Entre autres conséquences, être reçu chanoine — pourvu d'une semi-prébende ou parfois d'une prébende entière — amenait des avantages financiers. On lui accordait cette prébende dont les revenus allaient lui permettre de mieux faire vivre la maîtrise dont il avait la charge.

## Époque contemporaine
Jusqu'aux années 1950, il y eut des manécanteries spécifiques au scoutisme catholique, à la fois troupes scoutes et chorales de grandes paroisses.
Aujourd'hui, le terme de manécanterie, — du reste un peu démodé (on parle plus souvent de maîtrise)—, est parfois utilisé indistinctement pour désigner n'importe quel chœur d'enfants, même si le mot conserve son ancienne connotation, religieuse et éducative.
Parmi les manécanteries qui utilisent encore ce terme, on relèvera la Manécanterie des Petits Chanteurs à la Croix de Bois et la Manécanterie des Petits Chanteurs de Saint François de Versailles.

## Édifices existants
- Manécanterie de Lyon

## Dans la littérature
- L'écrivain Alphonse Daudet (1840-1897) évoque dans son premier roman ses souvenirs de la manécanterie de l'église Saint-Nizier, à Lyon :

« Il y avait environ deux mois que nous étions à Lyon, lorsque nos parents songèrent à nos études. Mon père aurait bien voulu nous mettre au collège, mais c’était trop cher. « Si nous les envoyions dans une manécanterie ? ». (...) 
C’était très amusant, la manécanterie ! Au lieu de nous bourrer la tête de grec et de latin comme dans les autres institutions, on nous apprenait à servir la messe du grand et du petit côté, à chanter les antiennes, à faire des génuflexions, à encenser élégamment, ce qui est très difficile. Il y avait bien par-ci, par-là, quelques heures dans le jour consacrées aux déclinaisons et à l’Epitome, mais ceci n’était qu’accessoire. Avant tout, nous étions là pour le service de l’église. Au moins une fois par semaine, l’abbé Micou nous disait entre deux prises et d’un air solennel : « Demain, messieurs, pas de classe du matin ! Nous sommes d’enterrement. » 
Nous étions d’enterrement. Quel bonheur ! Puis c’étaient des baptêmes, des mariages, une visite de Monseigneur, le viatique qu’on portrait à un malade. (...) C’était très amusant la manécanterie ». 